# Grupos Operativos Especiales de Seguridad
Los Grupos Operativos Especiales de Seguridad, también conocidos por su siglas GOES, constituyen junto al GEO (Grupo Especial de Operaciones) las dos unidades de élite del Cuerpo Nacional de Policía Español.
Los GOES son grupos de intervención táctica situados en las principales ciudades. Sus cometidos son la detención de terroristas, individuos armados o peligrosos y grupos de crimen organizado. Asimismo, realizan protecciones especiales de personas, bienes y cualquier otra labor policial que requiera una especial cualificación operativa.

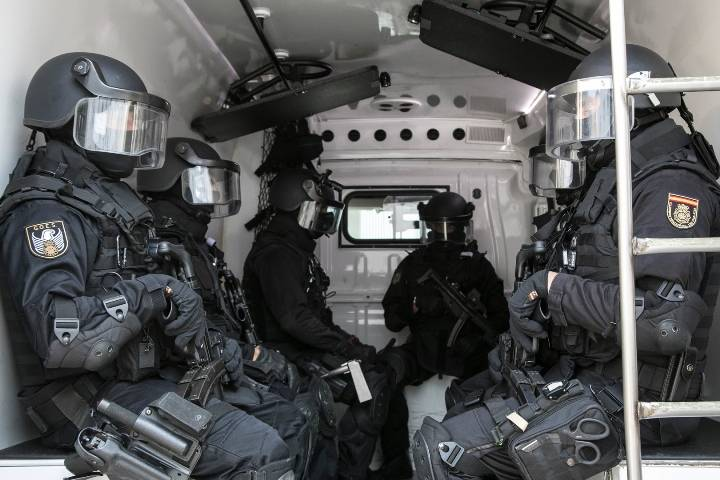
Equipo de asalto de los GOES.

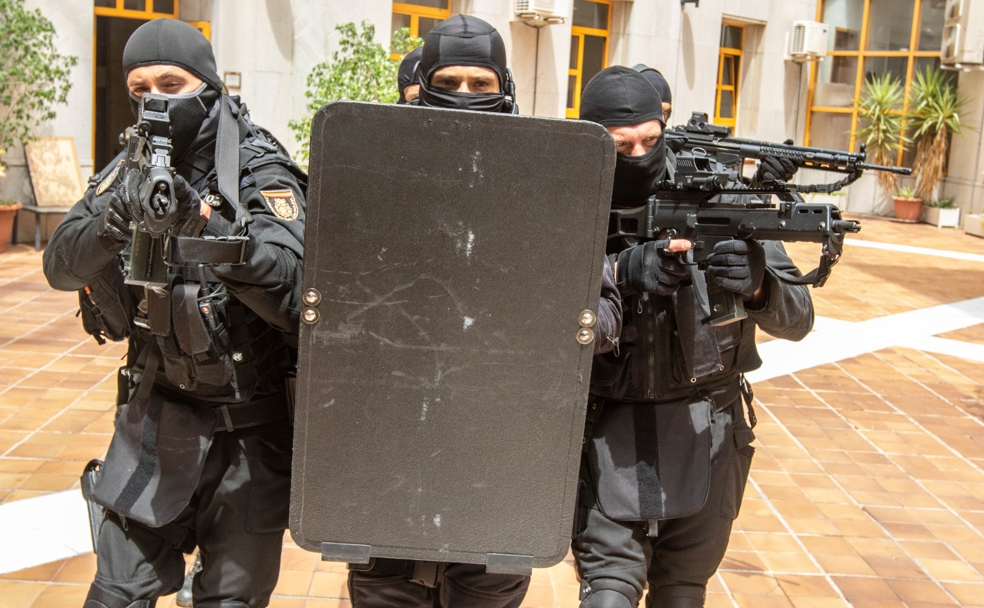
GOES en formación táctica.

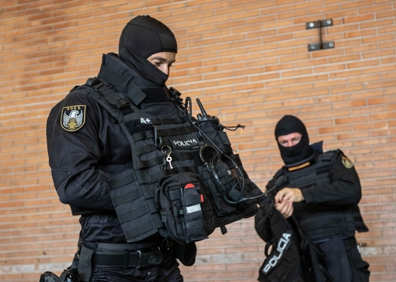
Dos operadores de los GOES de la Policía Nacional.

## Creación
El Grupo Especial de Operaciones (GEO) de la Policía, con base en Guadalajara y muy conocido entre la población ya existía. Pero se creía que era necesario crear Grupos Operativos Especiales de Seguridad (GOES), que repartidos estratégicamente en las principales ciudades permitieran dar una respuesta más rápida a la Policía Nacional.
La creación de los GOES se remonta a finales de la década de 1980. La actividad terrorista de ETA estaba en su apogeo y los grupos de delincuencia organizada estaban cada vez más especializados. En esa época el GEO estaba desbordado por la cantidad de intervenciones y se planificó la creación de nueve GOES basados en Barcelona, Bilbao, Sevilla, Valencia, Málaga, La Coruña, Gran Canaria, Madrid (con misión exclusivas de protección de autoridades designadas por de Presidencia del Gobierno) y Zaragoza. 
Estas unidades de élite se crearon en 1989 ante la creciente demanda de situaciones que entonces exigían la intervención del GEO en distintos puntos de España; así pues, el Gobierno decidió constituir unidades más pequeñas y distribuidas por España.
Aunque el comienzo legal del GOES se data en la Resolución de la DGP de 27 de diciembre de 1989, su diseño de creación es anterior, concretamente, la idea del nacimiento de esta unidad, la tiene el Subdirector General Operativo, quien en una de las visitas de recopilación de experiencias a las sedes ex olímpicas, para la Olimpiada de Barcelona 92, en concreto a la sede de los Ángeles, observa el funcionamiento del SWAT de esa ciudad, comenzado entonces su importación de la idea para España.
Una vez publicadas las Normas Provisionales de funcionamiento a finales del año 1989, en la primavera del año 1990 comienzan los primeros procesos selectivos por parte de la denominada entonces División de Formación y Perfeccionamiento, al objeto de seleccionar en Barcelona y en las Palmas los que iban a ser los primeros policías integrantes del I Curso de GOES, celebrado en la sede del GEO en Guadalajara entre mayo y julio de 1990. Posteriormente, van sucediéndose los cursos para la creación de los Grupos de Sevilla, Valencia, Málaga, Bilbao y San Sebastián, siendo el último en incorporarse a esta fase el GOES de Presidencia de Gobierno. En una segunda fase se crean los grupos de Zaragoza y La Coruña, refundiendo los de San Sebastián y Bilbao, ciudad donde queda la sede actual.
El nacimiento del GOES se produce en un momento muy complejo y delicado para la Policía Española, de una parte se está efectuando la unificación efectiva y normativa en el Cuerpo Nacional de Policía, nacido en la Ley Orgánica 2/86 y, por otra, se debe producir una modernización de las estructuras y unidades policiales de acorde con los retos que se esperan como son la Expo-92 de Sevilla y la XXV Olimpiada de Barcelona.
Sólo incorporase a sus bases los GOES comienzan una incesante labor que va desde la lucha contra ETA, recordando el famoso comando Barcelona que actuaba entonces en Cataluña, como a servicios contra la organización terrorista GRAPO y se desarticula uno de los últimos comandos activos de Terra Lliure, sin olvidar a atracadores, asesinos, fugados de prisión, la también conocida banda de los peruanos que actuaba en autopistas y otras bandas organizadas. Por ello, la preparación de estas unidades, que, recién creadas, necesitan de un mayor entrenamiento y adiestramiento, se va formando con la experiencia y el trabajo constante que culmina con las pruebas deportivas de los test preparatorios para la Olimpiada de Barcelona, así como los viajes en relevos a la ciudad de Sevilla para garantizar una parte de la seguridad en la Expo-92. Tampoco se puede olvidar la labor que se realizó en distintas embajadas españolas en países árabes durante la Guerra del Golfo de 1990 y principios de 1991.
El cambio en esos inicios, como todo el CNP, es incesante, como ejemplo la uniformidad primera compuesta del mimetizado marrón con boina negra, pasa a complementarse con una uniformidad azul similar a la de la UES y UIP, donde se modifican diversas prendas como los pantalones, para acabar, ya a pocos días de comenzar la Olimpiada Barcelona 92, adquiriendo definitivamente la uniformidad negra y gris marengo con boina azul. En aquellos años también se realiza un concurso entre los distintos Grupos para el diseño del escudo actual, siendo elegido por unanimidad el diseñado por un componente del GOES de valencia.
Con todo este trabajo incesante se pasa de una unidad recién nacida a ser reconocida y valorada, por lo que se convierte en la imagen mundial de las Olimpiadas de Barcelona, con cientos de reportajes en todos los medios internacionales, siendo su presentación dentro del Cuerpo Nacional de Policía, en el Parque del Retiro de Madrid el 2 de octubre de 1992, donde se realiza la primera formación de GOES procedentes de toda España.

## Misiones
El GOES técnicamente depende del GEO y es una unidad que se creó para aquellos casos en los que no es necesaria la actuación de éste. Dichas misiones son:
- Reducir o neutralizar a terroristas o delincuentes peligrosos.
- Intervenir, en otros casos, hasta la llegada del GEO, p. ej. incidentes con rehenes o liberación de personas secuestradas.
- Ejecutar protecciones especiales de personas y bienes. [2]

La preparación de un agente GOES incluye formación específica para cada uno de estos cometidos, pero en la práctica hay grupos que se orientan más hacia una determinada actividad, como puede ser la contra vigilancia, protección de personalidades o como servicio de apoyo a las brigadas de Policía Judicial o la Unidad de Droga y Crimen Organizado (UDYCO), cuando éstas los requieran.
Actualmente, el grupo con competencia para realizar misiones de protección de altas personalidades en países del extranjero, tales como Irak, Argelia, República Democrática del Congo, Libia, Cuba, etc. tanto en embajadas como consulados, es el GEO, pero, dado el escaso número de funcionarios que integran esta unidad, en comparación con otras, y la sobrecarga de trabajo que tienen, disponen miembros de las unidades GOES y UIP, siempre que dichos miembros accedan, ya que estas misiones son de carácter voluntario.

## Ubicación
En cuanto a dependencia dentro de la Dirección General de la Policía se refiere, recientemente, este grupo ha pasado a depender orgánica y funcionalmente del Grupo Especial de Operaciones (GEO), estando integrados en las Jefaturas Superiores de Policía dentro de su Unidad de Coordinación Territorial Operativa. Aunque esta ubicación todavía no aparece dentro del organigrama de la DGP.
Su distribución dentro del territorio español es muy diverso, ya que es una unidad descentralizada, lo que le permite llegar a situaciones de extrema peligrosidad en un breve espacio de tiempo. Se encuentran en:
- Madrid(Presidencia Gobierno).
- Barcelona.
- Sevilla.
- Valencia.
- Málaga.
- Zaragoza.
- La Coruña.
- Bilbao (Vizcaya).
- Las Palmas de Gran Canaria.

## Material de dotación
El uniforme básico de los agentes GOES se compone de un chaleco y casco antibalas y un subfusil MP5 con linterna acoplada.

## Accesos al grupo
Para pertenecer al GOES, lo primero y fundamental es ser funcionario perteneciente a las Escalas Ejecutiva, Subinspección y Básica del Cuerpo Nacional de Policía, aunque para cada escala el acceso sea diferente en cuanto a puesto de trabajo a desempeñar dentro de la unidad se refiere. Ejemplo: un funcionario de policía perteneciente a la Escala Básica, Categoría Policía, no podrá optar a una vacante en el grupo ofertada para un funcionario de la Escala Ejecutiva, Categoría Inspector, ya que éste actuará como Jefe de Unidad. Por tanto lo más normal es que se acceda al grupo perteneciendo a la Escala Básica y estando en la Categoría de Policía, y así una vez dentro se va ascendiendo.
Los aspirantes que deseen ingresar en esta unidad han de reunir los siguientes requisitos:
- Llevar más de un año como funcionario del Cuerpo Nacional de Policía
- Encontrarse en situación de servicio activo.
- Estar en posesión del permiso de conducir de la clase B, así como de la autorización para la conducción de vehículos de la Dirección General de la Policía, en periodo de validez, y compromiso de mantenerlo en vigor durante su dependencia en los Grupos Operativos Especiales de Seguridad. Este requisito se acreditará mediante fotocopia compulsada, adjunta a la solicitud.
- No encontrarse en periodo de servidumbre o realizando otro curso.

Los requisitos expuestos anteriormente habrán de estar en vigor antes del periodo de formalización de instancias.

## Proceso selectivo

### Requisitos para la selección
De entre todas las solicitudes que se reciban, el Centro de Actualización y Especialización de la División de Formación y Perfeccionamiento, con la colaboración del Grupo Especial de Operaciones de la Dirección Adjunta Operativa, se realizará una preselección en función de los méritos acreditados por los solicitantes, mediante fotocopia compulsada adjunta a la instancia.
Se valorará poseer:
- Títulos oficiales de idiomas.
- Titulaciones de Artes Marciales oficialmente reconocidas por el Consejo Superior de Deportes.
- Titulaciones de Submarinismo Profesional
- Titulaciones de Submarinismo Deportivo expedidas por la Federación Española de Actividades Subacuáticas.
- Diploma de Instructor de Educación Física (sustituye a Diploma de Educación Física).
- Diploma de Instructor de Tiro.
- Diploma de Especialista en Desactivación de Artefactos Explosivos.
- Diploma en sus distintos grados de Especialización para Unidades de Intervención Policial (UIP).
- Hallarse en posesión de alguno de los grados de Aptitud Física en vigor, expedidos por la División de Formación y Perfeccionamiento.
- Cualesquiera otros de análogas características.[4]

### Selección
Por el Centro de Actualización y Especialización de la División de Formación y Perfeccionamiento, en colaboración con el Grupo Especial de Operaciones de la Dirección Adjunta Operativa, se llevará a cabo la selección de los funcionarios que habrán de acceder al curso debiendo los convocados comparecer en el lugar y fecha que oportunamente se determinen,  para la realizar las pruebas selectivas que a continuación se indican, todas ellas de carácter eliminatorio:
Dominadas de Bíceps: 
Mínimo 10. Intentos: uno.
Velocidad: 
Carrera de 50 metros sobre superficie lisa, dura y plana. Marca máxima: 7" 5. Intentos: uno.
Resistencia:
Carrera de 2000 metros sobre superficie lisa, dura y plana. Marca máxima: 8´30". Intentos: uno.
Natación: 
Efectuar un recorrido a nado de 50 metros, estilo libre. Marca máxima: 60". Intentos: uno.

### Pruebas psicotécnicas
Estas pruebas están orientadas a evaluar las aptitudes y rasgos de personalidad de los candidatos, teniendo como referencia las características del puesto de trabajo. 
Su valoración será de "apto" o "no apto".

### Entrevista personal
Una vez superadas las pruebas del punto anterior, se realizará una entrevista individualizada con el fin de contrastar los datos obtenidos durante el proceso y poder determinar la idoneidad o no del candidato para el adecuado desempeño de las funciones propias del puesto. Su valoración será de "apto" o "no apto".
Los efectivos que componen el Grupo Operativo Especial de Seguridad están obligados a someterse a unas pruebas de revalidación o reciclaje cada dos años, en la sede del GEO (Guadalajara),  para demostrar que están capacitados para continuar en la unidad. Los funcionarios que no las superan causarán baja en el GOES de forma inmediata.
Los miembros del GOES están obligados a realizar los ejercicios de adiestramiento y manejo de medios en el tiempo y en la forma que se determinen por el órgano competente.
La trascendencia y especial característica de este grupo, exigen a quienes lo prestan, un buen estado físico y psíquico, así como una conducta profesional adecuada a las funciones que presta el GOES, por lo que su falta de adecuación es causa de baja inmediata en dicho grupo.
Los funcionarios de policía que causen baja en el GOES volverán a su antiguo puesto de trabajo.

## Méritos
El pertenecer o haber pertenecido tanto al GEO como al GOES es valorado como mérito referente y recíproco en las correspondientes convocatorias para el acceso a ambas unidades, así como también para las Unidades de Intervención Policial, salvo que la causa de la baja hubiese sido una falta disciplinaria o la no superación de las pruebas. 

## Uniformidad
El parche o escudo del GOES es un águila. Los miembros del GOES no llevan gorra, sino una boina de color azul adoptada en 1992. Antes de eso, usaban una de color negro, como las demás unidades especiales en los años 80.
En los primeros años de su creación, usaron el uniforme de camuflaje estándar de entrenamiento del GEO; a mediados de los años 90, se les dota de uno negro, el mismo que usaba el Grupo Especial de Operaciones. A finales de 2022 empiezan a utilizar otro del mismo color igual al del GEO (los de esta última unidad se diferencian por llevar esquema de camuflaje).
| Uniformes de los GOES |           |                 |
|                       |           |                 |
| 1990-1995             | 1995-2022 | 2022-actualidad |